# 29850 Tanakagyou
A 29850 Tanakagyou (ideiglenes jelöléssel (29850) 1999 FQ25) a Naprendszer kisbolygóövében található aszteroida. A LINEAR projekt keretében fedezték fel 1999. március 19-én.